# توراكو بانرماني
توراكو بانرماني (الاسم العلمي: Tauraco bannermani) (بالإنجليزية: Bannerman's Turaco)‏ هو نوع من الطيور يتبع جنس التوراكو من فصيلة آكلات الموز.